# Марракета
Марракета (исп. marraqueta) — булочка из пшеничной муки, соли, воды и дрожжей, с хрустящей корочкой, распространенная в ряде стран Латинской Америки.

## Региональные виды

### Боливия
Боливийская марракета употребляется в основном в столичном районе Ла-Пас и Эль-Альто. Её готовят в обычных печах между полуночью и рассветом, чтобы продавать булочки свежими и хрустящими утром. Марракета Ла-Паса, также известная как Марракета Пасенья, была объявлена культурным наследием в 2006 году.

### Чили
В Чили марракета является основным продуктом питания, употребляемым при каждом приеме пищи, и является важным элементом чилийской национальной идентичности.. Её подают на завтрак, обед и ужин, это самый распространенный хлеб. Марракета является наиболее широко потребляемым хлебом в Чили и используется в качестве тостов, в сэндвичах и в качестве связующего вещества для определенных рецептов, таких как pastel de carne (мясной рулет). Хлеб часто едят на завтрак с размятым авокадо. Корочка считается неотъемлемым элементом хлеба; при использовании булочки для сэндвичей, внутреннее тесто (мигас) часто вынимают и выбрасывают, оставляя корочку для начинки.
Её также называют pan batido (взбитый хлеб) или pan francés (французский хлеб) в зависимости от региона. Чилийская марракета готовится путем наложения двух булочек друг на друга и надрезания каждой из них достаточно глубоко, чтобы сформировать в итоге четыре булочки, а затем выпекается.
Чилийскую марракету можно легко разделить на четыре части руками. Она не содержит жира, а процесс расстойки занимает больше времени, чем у других видов хлеба. Необычная форма из четырех булочек позволяет очень легко разделить его.
Многие историки сходятся во мнении, что марракета возникла в чилийском Вальпараисо, в конце XIX-начале XX веков, когда крупные чилийские порты, такие как Вальпараисо и Талькауано, приняли тысячи европейских иммигрантов. История гласит, что хлеб был изобретен двумя французскими братьями-пекарями в Вальпараисо, чья фамилия была Теран-Марракетт, и хлеб стал очень популярным среди чилийцев за очень короткое время. Эта история объясняет названия как marraqueta, так и pan francés. В самом Вальпараисо marraqueta означает четыре маленьких булочки, в то время как половина называется pan batido, и использование этого слова является шибболетом порта Вальпараисо (но игнорируется национальными сетями супермаркетов). Нет четкого согласия, что считать единицей марракеты, и хотя некоторые пекари утверждают, что это четыре куска хлеба, другие утверждают, что единица — это только половина (поэтому они говорят, что четыре куска — это две марракеты).
Альтернативную теорию происхождения хлеба предложил французский натуралист и ботаник Клод Ге, который предположил, что марракета впервые была съедена в Чили в XVIII веке.

### Перу
Марракета популярна на перуанском побережье, особенно в департаменте Такна, граничащем с Чили, где она служит сопровождением к острому блюду такненья, типичному для этого региона.
В Перу термин pan francés (или иногда называемый pan francés peruano) отличается от marraqueta.

## Галерея

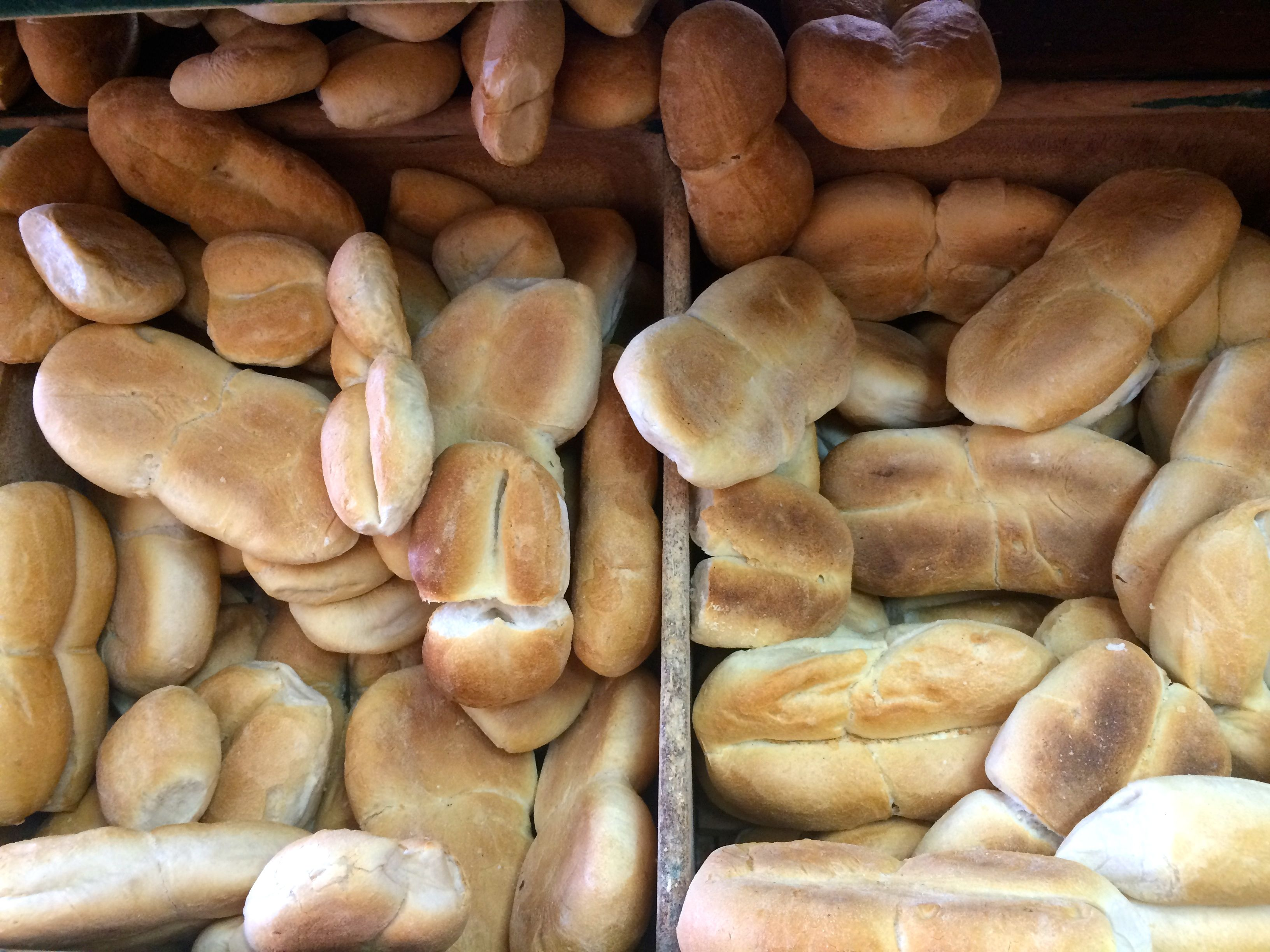
Марракеты
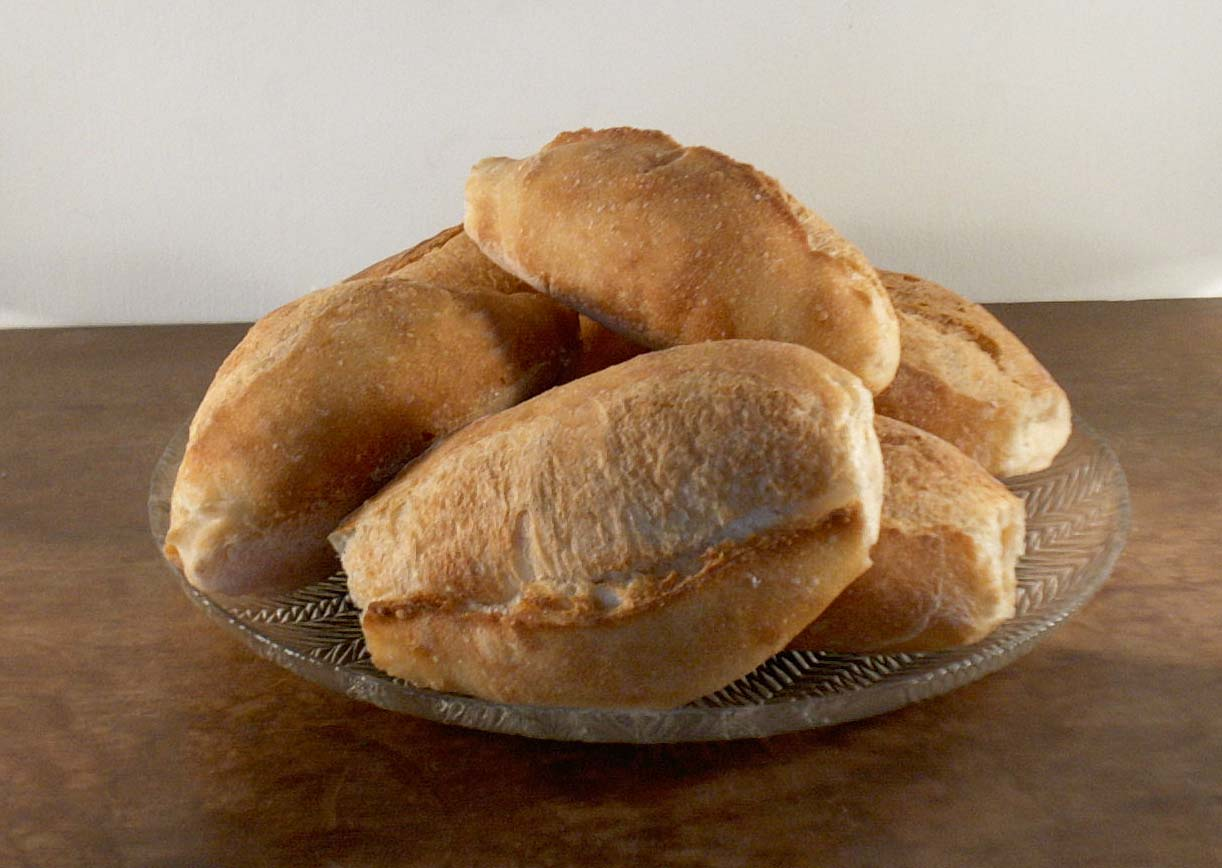
Marraqueta paceña (Марракета в стиле Ла-Пас)
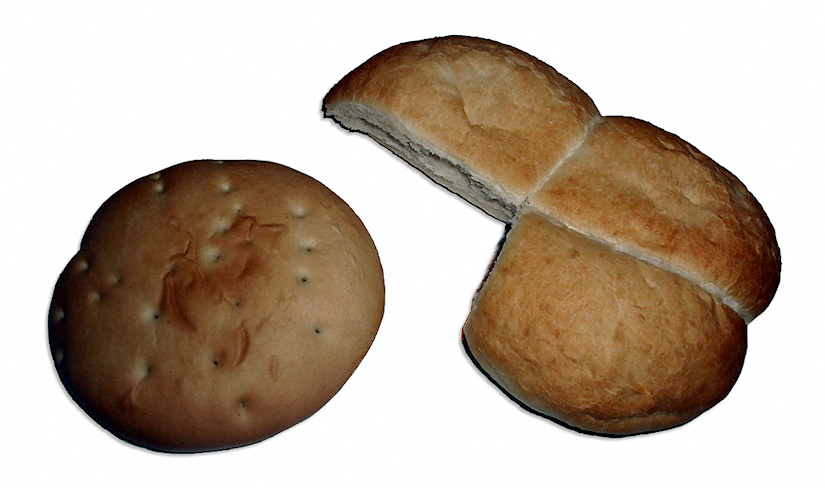
Два типичных чилийских вида хлеба: халлула (слева) и марракета (справа)
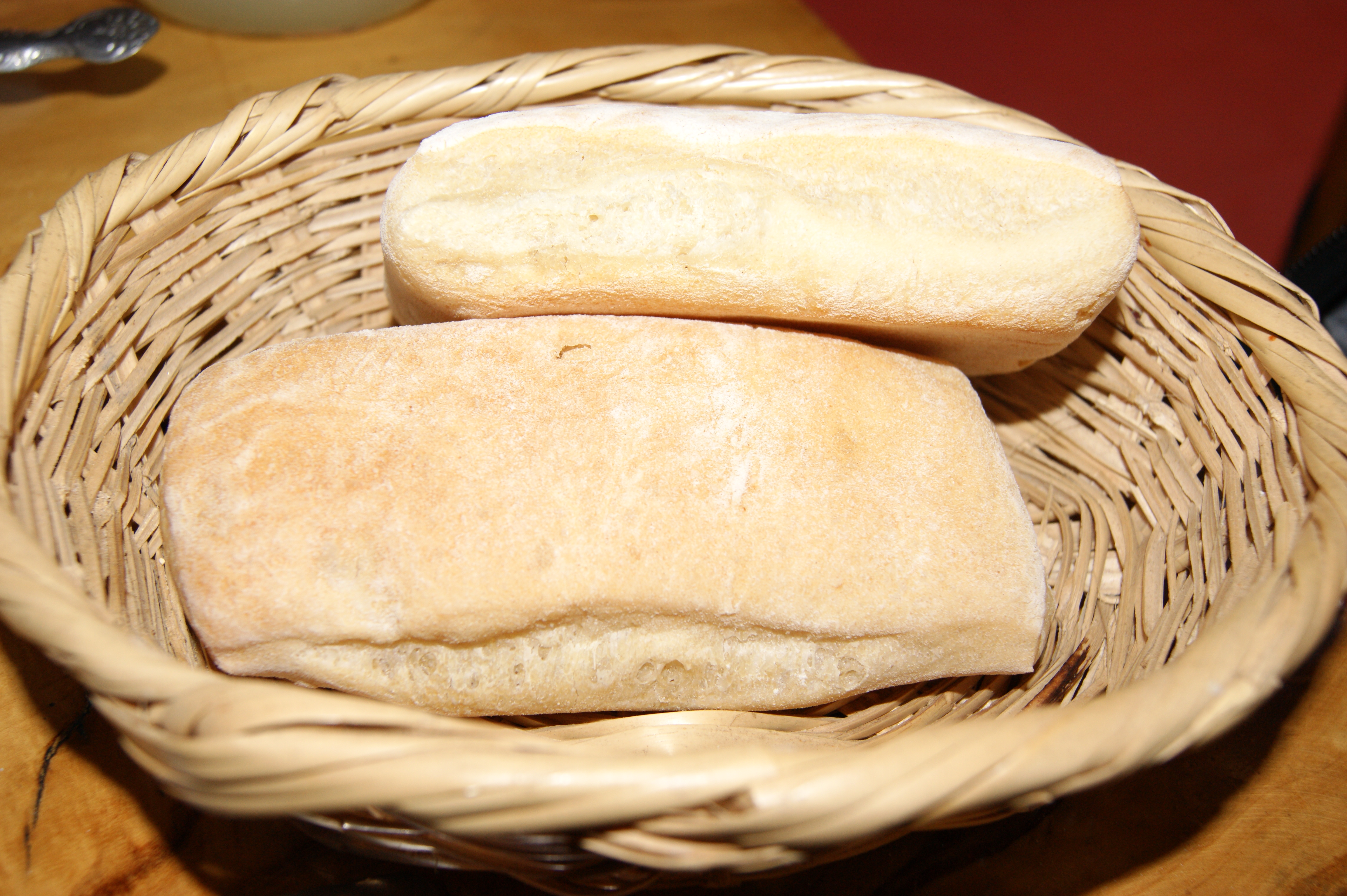
Marraqueta tacneña (Марракета по-такнийски)